# Grzegorz (Kacia)
Grzegorz, imię świeckie Giorgi Kacia (ur. 26 sierpnia 1972 w Suchumi) – gruziński duchowny prawosławny, od 2013 biskup Calki.

## Życiorys
28 sierpnia 2010 r. otrzymał święcenia diakonatu, a 14 września tegoż roku – prezbiteratu. 4 grudnia 2013 roku otrzymał chirotonię biskupią.